# Fekete Doboz (videófolyóirat)
A Fekete Doboz a kommunista Magyarország első nem-állami, független videókészítő-csoportja, majd a rendszerváltás egyik legfontosabb dokumentumfilmes krónikása. 1987-ben alapította Ember Judit, Elbert Márta, Jávor István, Lányi András és Vági Gábor. Dokumentumfilmjeiket úgynevezett videó-folyóiratként terjesztették VHS-en. Az 1990-es rendszerváltás előtt a Fekete Doboz olyan eseményeket dokumentált (ellenzéki tüntetések, megmozdulások), amelyekről az államilag monopolizált média, rádió és tévé nem, vagy nem objektíven tájékoztatott.
Hírnevüket a 301-es parcella című dokumentumfilm hozta meg, amely dokumentálta Nagy Imre párizsi emlékművének felavatását 1988 júniusában, ezzel egy időben pedig a budapesti tüntetéseket, és az erre válaszként adott rendőri erőszakot. Legismertebb alkotásaik bemutatták a Fidesz megalakulását, az Ellenzéki Kerekasztal tárgyalásait, a Dunagate-botrányt, illetve a bős-nagymarosi vízlépcső elleni tiltakozást. A rendszerváltás után a műhely hátrányos helyzetű emberekről készített filmeket. 1993-ban a Fekete Doboz magyar Pulitzer-emlékdíjban részesült. Teljes, közel négyezer órányi filmes archívumukat a Blinken Nyílt Társadalom Archívum őrzi.

## Története
A Fekete Doboz megalakulásában kulcsszerepet játszott, hogy egyik alapítója, Jávor István 1987-ben kapott egy videokamerát. Ez nemcsak ritka volt akkoriban, de lehetővé tette, hogy az előhívás alatt államilag cenzúrázott filmnegatív helyett VHS-szalagra rögzíthessék filmjeiket.
Hivatalos bemutatkozásukra először egy 1987. május 24-i körlevélben, majd június 4-én személyesen is sor került a Művészeti Dolgozók Szakszervezetének székházában. Eleinte engedély nélkül, szamizdat-jelleggel működtek, de 1989. január 26-án a Balázs Béla Stúdió hivatalos szekciójaként és a Soros Alapítvány anyagi támogatásával hivatalosan is bejegyezték, ezzel a rendszerváltás előtti egyik első civil alapítvány lett.

## Felvételek az Ellenzéki Kerekasztal-tárgyalásokról
A Fekete Doboz videófelvételei képezik az Ellenzéki Kerekasztal tárgyalásairól készült egyik legmaradéktalanabb forrásdokumentumot. A videók nemcsak a tárgyalások atmoszféráját és nonverbális kommunikációját örökítették meg, de nélkülözhetetlenek voltak az egyéb források (hangfelvétel, kivonatos vagy gyorsírásos jegyzőkönyv) tévesztéseinek pontosításához és hiányosságainak pótlásához, és így a tárgyalásokról később készült átiratok, illetve az ezeket közlő forráskiadvány-sorozat elkészítéséhez. Az adatvédelmi biztos 1997-es ajánlása szerint a Fekete Doboz az Ellenzéki Kerekasztal üléseiről készült felvételei „az ezredvégi magyar történelem legfontosabb iratai közé tartoznak”.
A Fekete Doboz munkatársai rögzítették az Ellenzéki Kerekasztal 1989. április 19. és november 21. közötti tárgyalásait, de nem voltak jelen a periódust megelőző öt, illetve az azt követő tizenegy ülésen. Az Ellenzéki Kerekasztal nyolc szervezete egyhangúlag döntött róla, hogy a Fekete Doboz minden ülésükön részt vehet, hogy dokumentációs céllal videófelvételeket készítsen. A Fekete Doboz videózott továbbá a Nemzeti Kerekasztal 1989. augusztus 24. és szeptember 18. közötti nyilvános középszintű és plenáris ülésein is. 1989 és 1990 során több kísérlet is volt a felvételek különböző szerkesztett változatainak bemutatására a Magyar Televízióban. Sólyom László a Nemzeti Kerekasztal számára megfogalmazott korabeli jogértelmezése szerint a felvételek nyilvánosságra hozatalának, illetve kutathatóságának is a résztvevők hozzájárulása lett volna a feltétele. Mivel azonban nem minden résztvevő szervezet (így az MDF, a KDNP és a Magyar Néppárt), illetve személy adta hozzájárulását, a felvételeket ekkor a televízióban nem, csak zártkörű vetítéseken mutatták be.
A mintegy százötven órányi videófelvétel másolatait a Fekete Doboz 1991-ben adta át az Országos Széchényi Könyvtár Kortörténeti Különgyűjteményének, amely azonban 1997-ig a felvételeket kutatói engedéllyel sem kutatható zárt anyagként őrizte, miután a felvételeken szereplő 58 résztvevő közül négy (Sólyom László, Füzessy Tibor, Keresztes Sándor, Timkó Iván) kifejezetten nem járult hozzá a kutathatósághoz. 1997-ben a Nyilvánosság Klub Országos Egyesület az adatvédelmi biztostól kérte, vizsgálja ki, hogy az Ellenzéki Kerekasztal dokumentumai közérdekű adatnak minősülnek-e. Az adatvédelmi biztos Majtényi László szerint „az EKA ülésein az akkor már működő szervezetek, pártszerű alakzatok politikai-közjogi álláspontját tükröző nyilatkozatok, felszólalások megismerhetőek, azaz közérdekű adatnak minősülnek.” Majtényi javasolta, hogy a felvételeket a Magyar Országos Levéltárban helyezzék el, és a törvényi előírások feltételei szerint tegyék kutathatóvá. Ezt követően a művelődési és közoktatási miniszter Magyar Bálint 1997-ben a videófelvételeket védett levéltári anyaggá nyilvánította. A Magyar Nemzeti Levéltárban a felvételek CD-másolatai jelenleg csak megfelelő támogatói nyilatkozattal rendelkező kutatók számára hozzáférhetőek.
A Fekete Doboz 2011-ben helyezte letétbe az Ellenzéki Kerekasztal és a Nemzeti Kerekasztal tárgyalásain készített vágatlan VHS és S-VHS felvételeit a Blinken Nyílt Társadalom Archívumban. A 121 órányi anyagot az archívum digitalizálta, a felvételek az archívum kutatótermében szabadon hozzáférhetőek.

## Roma Média Iskola
Saját filmjeik mellett a Fekete Doboz a kilencvenes évek óta foglalkozik filmkészítés oktatásával kifejezetten a társadalom perifériájára szorult emberek, többek között romák számára. Első ilyen kezdeményezésük az Elbert Márta, Upor Péter, Jávor István által irányított Közösségi Televíziós Iskola. Ennek keretében az ország több régiójában képeztek operatőröket, rendezőket, szerkesztőket, igyekeztek őket munkához juttatni a helyi televízióknál, illetve finanszírozták munkásságuk első két évét.
2001-ben indították el a Roma Média Iskolát, amely hallgatói már a Színház- és Filmművészeti Egyetem képzéséhez illeszkedtek, és az egyetem tanárai is oktatták őket. 2001 és 2004 között évfolyamonként 11-13 főt vettek fel ösztöndíjjal a tíz hónapos képzésre. Itt végzett dokumentumfilmesként Kővári Borz József is, aki később Vándormozi programja keretében tartott vetítéseket és készített filmeket romák által lakott településeken. A hallgatók díjnyertes filmjei között említhető például a Jobb a Fradi (Szirmai Norbert, 2002), a Tollas (Csík Juci, 2004) vagy a Csálé nekrológ (Balogh Edina, 2004).

## További olvasnivalók
- Elbert, Márta. Kiskamerás történetek - közügyek és magánügyek. Gabbiano Print Kft. (2018). ISBN 9786150023106

## Külső hivatkozások
- A Fekete Doboz dokumentumfilmjei a Blinken Nyílt Társadalom Archívum Youtube-csatornáján.
- Jobb a Fradi, Tollas és a Csálé nekrológ a Blinken Nyílt Társadalom Archívum Youtube-csatornáján.
- Várkonyi, Benedek (2009). „Rendszerváltás videóval - Beszélgetés Elbert Mártával”. Filmvilág 52 (9).
- Ács, Dániel: Bepillantás a füstös szobákba, ahol a rendszerváltást véghez vitték. 444.hu, 2019. szeptember 18. (Hozzáférés: 2021. május 20.)